# Тетёрки (Витебский район)
Тетёрки (бел. Цяцёркі) — деревня в Витебском районе Витебской области. Входит в состав Мазоловского сельсовета. Население — 26 человек (2019).
Расположена в 7 км к северу от Витебска.

## География

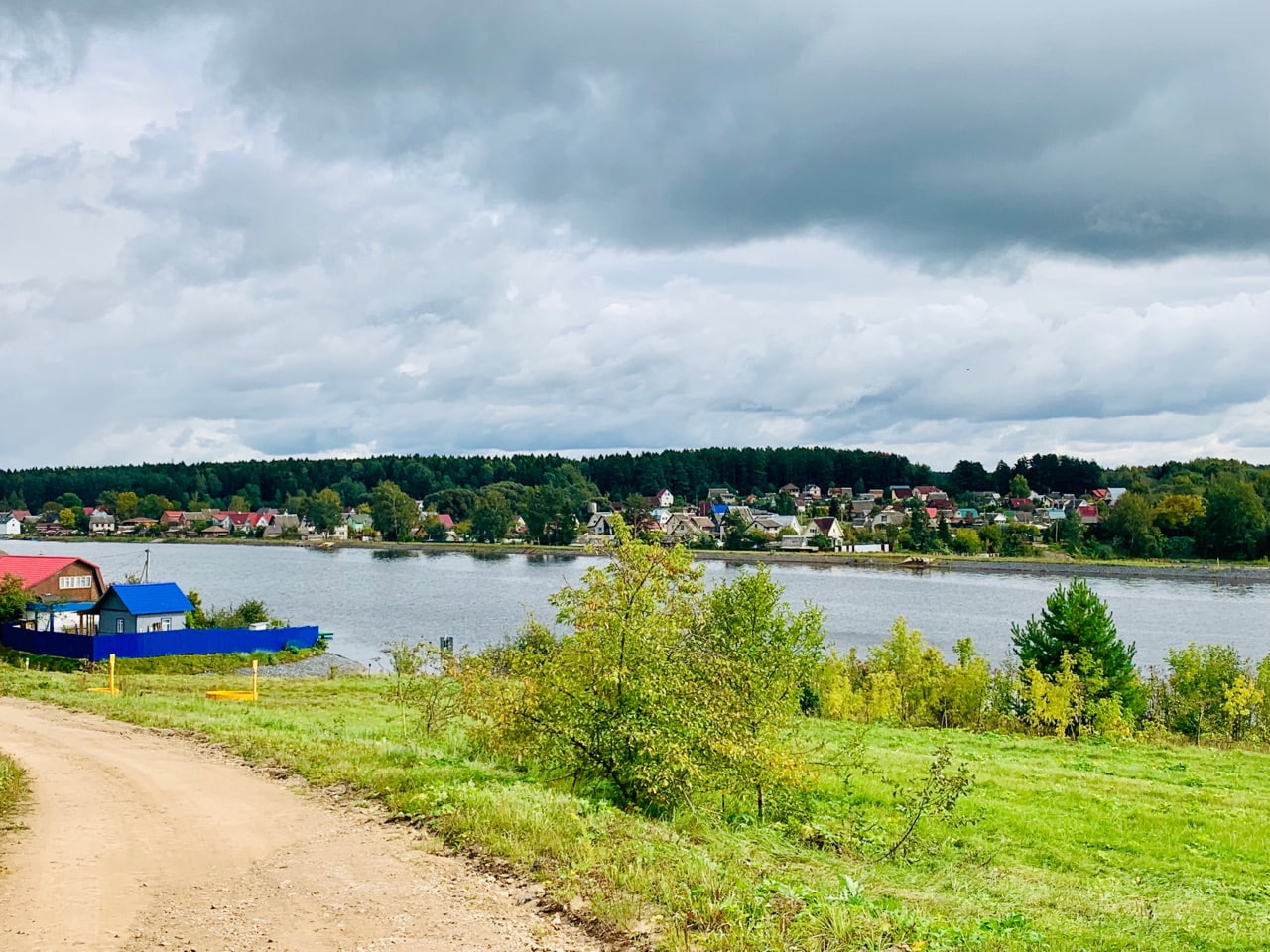
Река Западная Двина. Вид из Тетёрок

У деревни протекает река Западная Двина, проходит автодорога Койтово — Лужесно.
Известностью пользуется местное озеро.

## История
По легенде через деревню, по Барвину перевозу, проезжала русская императрица Екатерина II.
Перед Великой Отечественной войной в деревне было 37 дворов и 156 жителей. Хозяйства деревни вошли в колхоз «Большевистский путь»
В июне 1942 года деревня была полностью сожжена немецко-фашистскими оккупантами, погибли 16 её жителей

## Известные жители
Около двадцати лет в деревне жил, снимая дачу, поэт Глеб Горбовский (1931—2019)